# Sommer-Paralympics 2008/Teilnehmer (Afghanistan)
| stlisierte Goldmedaille | stlisierte Silbermedaille | stlisierte Bronzemedaille |
| ----------------------- | ------------------------- | ------------------------- |
| —                       | —                         | —                         |

Afghanistan nahm mit einem Athleten, dem Powerlifter Mohammad Fahim Rahimi, an den Sommer-Paralympics 2008 im chinesischen Peking teil, der auch Fahnenträger beim Einzug der Mannschaft war. Ein Medaillensieg Afghanistans blieb jedoch aus.

## Teilnehmer nach Sportart

### Powerlifting (Bankdrücken)
Männer
- Mohammad Fahim Rahimi